# Clayton Blackmore
Pour les articles homonymes, voir Blackmore.
Clayton Blackmore, né le 23 septembre 1964 à Neath (Pays de Galles), est un footballeur gallois, qui évolue au poste de défenseur à Neath Athletic et en équipe du Pays de Galles.
Blackmore n'a marqué aucun but lors de ses trente-neuf sélections avec l'équipe du Pays de Galles entre 1985 et 1998.

## Carrière de joueur
- 1982-1994 : Manchester United
- 1994-1997 : Middlesbrough
- 1996 : Bristol City
- 1997-1999 : Middlesbrough
- 1999-1999 : Barnsley
- 1999-2000 : Notts County
- 2000 : Leigh RMI
- 2000-2006 : Bangor City
- 2006-2007 : Porthmadog FC
- 2007- : Neath Athletic

## Palmarès

### En équipe nationale
- 39 sélections et 0 but avec l'équipe du Pays de Galles entre 1985 et 1997.

### Avec Manchester United
- Vainqueur de la Coupe d'Europe des vainqueurs de coupe de football en 1991.
- Vainqueur de la Supercoupe de l'UEFA en 1991.
- Vainqueur du Championnat d'Angleterre de football en 1993 et 1994.
- Vainqueur de la Coupe d'Angleterre de football en 1983, 1985, 1990 et 1994.
- Vainqueur de la Coupe de la Ligue anglaise de football en 1992.
- Vainqueur du Charity Shield en 1983, 1990 et 1993.

### Avec Middlesbrough
- Vainqueur du Championnat d'Angleterre de football D2 en 1998.
- Finaliste de la Coupe d'Angleterre de football en 1997.
- Finaliste de la Coupe de la Ligue anglaise de football en 1997 et 1998.

### Avec Bangor City
- Finaliste de la Coupe du Pays de Galles de football en 2002 et 2006.

## Carrière d'entraîneur
- 2006 : Bangor City
- 2007 : Porthmadog FC